# Juan Rexach
Juan Rexach – hiszpański malarz pochodzący z Walencji.
Uczył się u malarza Jacomart, w którego warsztacie pracował, wkrótce jednak przerósł swojego mistrza. Zajmował się malarstwem religijnym, jego dzieła o dużym formacie i monumentalnym charakterze zdobiły nastawy ołtarzowe w licznych kościołach.